# Mycopsylla proxima
Mycopsylla proxima är en insektsart som beskrevs av Walter Wilson Froggatt 1901. Mycopsylla proxima ingår i släktet Mycopsylla och familjen Homotomidae. Inga underarter finns listade i Catalogue of Life.